# 東島村 (石川県)
東島村（ひがしじまむら）は、石川県鹿島郡にあった村。現在の七尾市能登島の東部にあたる。

## 地理
- 海洋 ： 七尾湾

## 歴史
- 1889年（明治22年）4月1日 - 町村制の施行により、鹿島郡祖母ヶ浦村、鰀目村、長崎村、八ヶ崎村、小浦村、野崎村、日出ヶ島村及び二穴村を廃し、その区域をもって鹿島郡東島村を設置する。
- 1955年（昭和30年）2月1日 - 鹿島郡東島村、中乃島村及び西島村を廃し、その区域をもって鹿島郡能登島町を設置する。